# نانوب

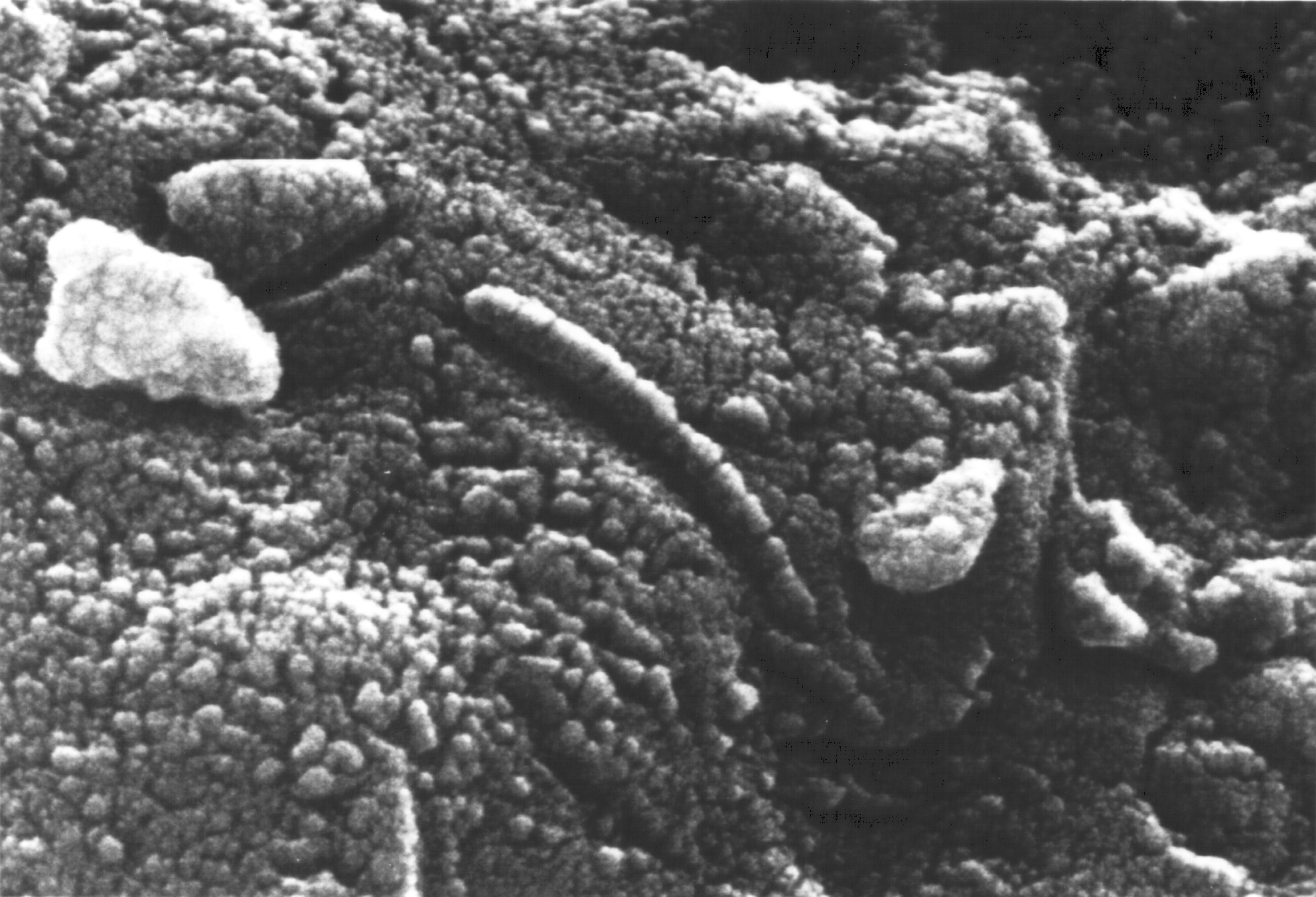

النانوب هو هيكل خيطي صغير عثر عليه لأول مرةٍ في بعض الصخور والرواسب. وافترض بعض العلماء أن النانوب هو أصغر شكل من أشكال الحياة وأن حجمه يبلغ 1/10 من حجم أصغر أنواع البكتيريا المعروفة. ولا وجود لدليلٍ قاطع عما إذا كانت هذه الهياكل هي كائنات حية أم لا، كما أن تصنيفها مثير للجدل.
اكتُشف النانوب عام 1996 (نشر في أمريكان مينيرالوجيست (American Mineralogist)، المجلد 83، 1998) بواسطة فيليبا يووينس،, من جامعة كوينزلاند - أستراليا. وقد تم العثور عليه ناميًا على عينات صخور (سواء كاملة القطر أو لبية جانبية) من الحجر الرملي للعصر الجوراسي والعصر الترياسي استخرجت أصلاً من عدد غير محدد من آبار التنقيب عن النفط قبالة الساحل الغربي لأستراليا. تراوحت أعماق الاستخراج بين 3,400 متر (2.1 ميل) و5,100 متر (3.2 ميل) تحت قاع البحر. ولا تستبعد يووينس وآخرون إمكانية أن يكون النانوب من الملوثات السطحية وليس من الوحدات الصخرية المذكورة؛ إلا أنهم قدموا تأكيدات تعاكس ذلك.
وأصغرها قطره 20 نانومتر فقط. ويَعتقد بعض الباحثين أن هذه الهياكل هي تكوينات كريستالية، ولكن تلوُّن هذه الهياكل بأصباغٍ ترتبط بالحمض النووي الريبوزي منقوص الأكسجين (DNA) قد يدل على أنها كائنات حية. وهي تشبه الهياكل التي اكتُشفت في النيزك المريخي ALH84001 الذي عثر عليه في أنتاركتيكا.
والنانوب يماثل في حجمه النانوبكتيريا - التي يُعتقد أنها هي أيضًا هياكل كائنات حية بالغة الصغر. ومع ذلك، لا ينبغي أن يتم الخلط بين الاثنين. ويُعتقد أن النانوبكتيريا كائنات خلوية، بينما يُفترض أن النانوب شكل من الحياة لم يكن معروفًا من قبل أو أنه بروتوبيونت.

## مزاعم
- هو كائن حي (يحتوي على الحمض النووي الريبوزي منقوص الأكسجين أو مثيلٌ له، وأنه يتكاثر).
- له بنية مماثلة للشعاويات والفطريات.
- قطر النانوب حوالي 20 نانومتر، وهو ما قد يكون أصغر جدًا من أن يحوي العناصر الأساسية لبقاء كائنٍ حي (حمض نووي وريبوسومات وما إلى ذلك)، مما يشير إلى أنها إذا كانت تنمو وتتكاثر فهي بحاجةٍ إلى القيام بذلك بطريقة غير تقليدية.
- أن النيزك المريخي ALH84001 - الذي اكتشف عام 1984 في أنتاركتيكا- احتوى على تركيباتٍ أنبوبية مماثلة اقترح بعض علماء الأحياء الفلكية أن تكون دليلاً على حياةٍ تواجدت على المريخ في زمن سابق.[5]

## الردود
ذكر بحث في دورية الميكروبات والبيئات بخصوص مختلف الأشكال الصغيرة جدًا المقترحة من أشكال الحياة أن الانتقاد الرئيسي للنانوب هو أنه يبدو أصغر من أن يحتوي على الآلية الكيميائية الحيوية اللازمة لاستمرار الحياة. وذكر البحث أيضًا أنه لا يوجد دليل على أن النانوب كائن في حد ذاته وليس أجزاءً من كائناتٍ حية أكبر.
يقول الدكتور توني تايلور (أحد المؤلفين الأصليين للبحث في "أمريكان مينيرالوجيست"، أن الانعدام الواضح لظهور الفسفور في البيانات المطيافية بالأشعة السينية والإخفاق في العثور على الحمض النووي باستخدام مختلف تقنيات تضخيم الحمض النووي يثبت أن النانوب لا يحوي أي حمض نووي ريبوزي منقوص الأكسجين أو حمض ريبي نووي (RNA)، وأنه ربما يكون له آليةٌ مختلفة تمامًا للوراثة؛ وهو الأمر الذي يفسر العديد من الخصائص الكيميائية والفيزيائية غير العادية ويستبعد حجة الحجم من ذلك السياق.

## وصلات خارجية
- Color photo of a nanobe colony
- Definition of nanobe
- Introduction to nanobes
- "Nanobes: A New Form of Life?"
- Nanobe images and links
- Transcript of interview of Philippa Uwins
- Size Limits of Very Small Microorganisms Proceedings of a Workshop organized by the National Academies of Sciences
- William J Broad (18 يناير 2000). "Scientists Find Smallest Form of Life, if It Lives". نيويورك تايمز. مؤرشف من الأصل في 2019-12-14. {{استشهاد ويب}}: استعمال الخط المائل أو الغليظ غير مسموح: |ناشر= (مساعدة)
- How Small Can Life Be? on NAI news.